# Cormeilles (Eure)
Cormeilles is een gemeente in het Franse departement Eure (regio Normandië). De plaats maakt deel uit van het arrondissement Bernay. Cormeilles telde op 1 januari 2022 1.136 inwoners.

## Geografie
De oppervlakte van Cormeilles bedroeg op 1 januari 2022 3,05 vierkante kilometer; de bevolkingsdichtheid was toen 372,5 inwoners per km².

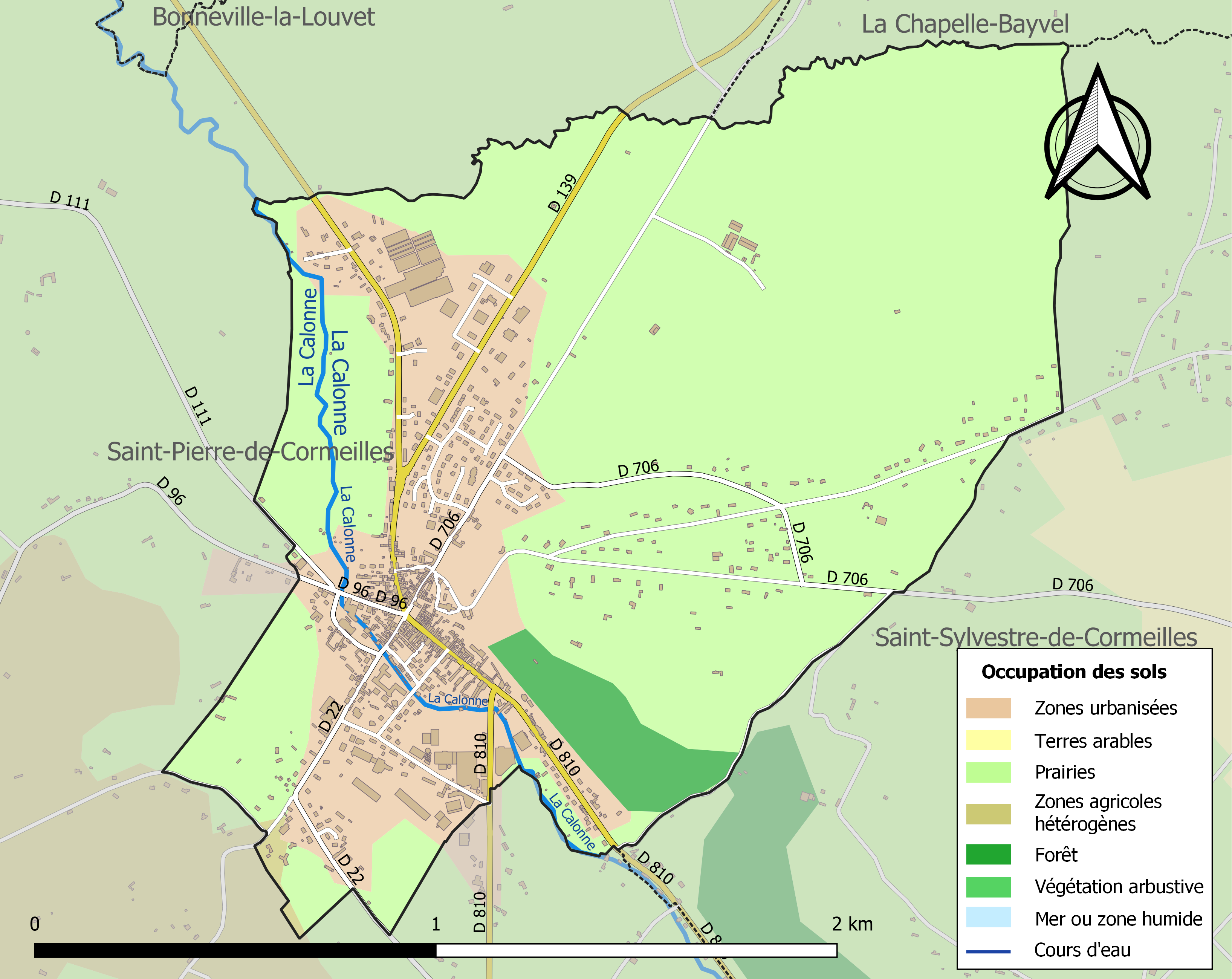
Kaart van de gemeente met belangrijkste infrastructuur, bodemgebruik en omliggende gemeenten

## Demografie
Onderstaande figuur toont het verloop van het inwonertal (bron: INSEE-tellingen).